# Типи файлів Unix
В Unix подібних-операційних системах існує 7 типів файлів:
- Регулярні файли
- Символьне посилання
- Каталог
- FIFO
- Сокет
- Block special
- Character special.

Тип файлу можна визначити за допомогою команди ls -l, яка відображає тип у першому символі поля дозволів файлової системи. Для звичайних файлів Unix не надає будь-якої внутрішньої файлової структури. Тому їх структура та інтерпретація повністю залежать від програмного забезпечення, яке їх використовує. Однак команду file можна використовувати, щоб визначити, який тип даних вони містять.

## Регулярні файли
Регулярні файли відображаються в ls -l з дефісом мінус у звичайній формі:
|  | $ ls -l /etc/passwd -rw-r--r-- /etc/passwd |

## Символьне посилання (symbolic link)
```
Символьне посилання
 - це 
посилання
 на інший файл. Цей спеціальний файл зберігається як текстове представлення шляху до файлу, на який посилається (це означає, що місце призначення може бути відносним шляхом, а може не існувати взагалі).
[
1
]
```

Символічне посилання позначається l (нижній регістр L).
|  | lrwxrwxrwx ... termcap -> /usr/share/misc/termcap lrwxrwxrwx ... S03xinetd -> ../init.d/xinetd |

## Каталог (directory)
Найпоширенішим спеціальним файлом є каталог. Макет файлу каталогу визначається використовуваною файловою системою. Оскільки в Unix доступні декілька файлових систем, як власних, так і невласних, тому не існує одного макета файлів каталогу. Каталог позначається буквою d як першою літерою в полі режиму у виводі ls -dl або stat, наприклад:
|  | $ ls -dl / drwxr-xr-x 26 root root 4096 Sep 22 09:29 / $ stat / File: "/" Size: 4096 Blocks: 8 IO Block: 4096 directory |

## FIFO (named pipe)
Однією з сильних сторін Unix завжди була міжпроцесна комунікація. Це добре, якщо обидва процеси існують в одному і тому ж батьківському просторі процесу, запущеному одним користувачем, але існують обставини, коли комунікаційні процеси повинні використовувати FIFO, які тут називаються іменованими каналами. .
Іменовані канали — це спеціальні файли, які можуть існувати в будь-якому місці файлової системи. Їх можна створити за допомогою команди mkfifo, як у mkfifo mypipe.
Іменований канал позначається буквою p як першою літерою рядка режимів.
|  | prw-rw---- ... mypipe |

## Сокет (Socket)
Сокет — це спеціальний файл, який використовується для міжпроцесного зв'язку, який забезпечує зв'язок між двома процесами. Ще процеси можуть надсилати дескриптори файлів через підключення домена Unix за допомогою системних викликів sendmsg() і recvmsg().
На відміну від іменованих каналів, які дозволяють лише односпрямований потік даних, сокети повністю підтримують двосторонній.
Сокет позначається символом s як перша літера рядка режимів, наприклад:
|  | srwxrwxrwx /tmp/.X11-unix/X0 |

## Device file (block, character)
У Unix майже всі речі обробляються як файли і мають місце у файловій системі, навіть апаратні пристрої, такі як жорсткі диски. Винятком є мережеві пристрої, які не з'являються у файловій системі, а обробляються окремо.
Файли пристрою використовуються для застосування прав доступу до пристроїв і для спрямування операцій над файлами до відповідних драйверів пристроїв.
Unix розрізняє символьні пристрої та блокові пристрої. Відмінності приблизно такі: символьні пристрої забезпечують лише послідовний потік введення або приймають послідовний потік виведення, а блокові пристрої доступні випадковим чином.
Символьний пристрій позначається символом c як перша літера рядка режимів. Аналогічно, блочний пристрій позначається буквою b, наприклад:
|  | crw------- ... /dev/null brw-rw---- ... /dev/sda |

## Door
Door — це спеціальний файл для міжпроцесного зв'язку між клієнтом і сервером, який наразі реалізований тільки в Solaris.
Door позначаються буквою D (верхній регістр) як перша літера рядка режимів, наприклад:
|  | Dr--r--r-- ... name_service_door |